# Дороти и чаробњак из Оза
Дороти и чаробњак из Оза (енгл. Dorothy and the Wizard of Oz) америчка је анимирана телевизијска серија. Слабо се темељи на роману Чудесни чаробњак из Оза Л. Френка Баума и његовим наставцима, као и филмској адаптацији из 1939. године. Премијера серије је била 29. јуна 2017. на Boomerang-у. Финале серије је емитовано 31. јула 2020. године. Премијера у Србији је била 16. октобра 2017. на Boomerang-у где је емитована без синхронизације, која је касније објављена за HBO Max.

## Радња
Након пораза Зле вештице са Запада, Дороти Гејл је постала принцеза Смарагдног града. Суочавајући се са препрекама на сваком кораку, од летећих мајмуна, до своје непријатељице, Вилхелмине (сестричине Зле вештице са Запада), Дороти храбро испуњава своје дворске дужности уз помоћ својих црвених ципелица.

## Епизоде
| #   | Српски наслов           | Изворни наслов | Редитељ                                  | Сценариста                 | Премијера          | Премијера у Србији |
| --- | ----------------------- | -------------- | ---------------------------------------- | -------------------------- | ------------------ | ------------------ |
| 1.  | Чувај се Вузија         |                | Џеф Деграндис                            | Џек Ферајоло               | 29. јун 2017.      | 23. октобар 2017.  |
| 2.  | Чаробна мандолина       |                | Џеф Деграндис и Куни Томита              | Џек Ферајоло               | 29. јун 2017.      | 16. октобар 2017.  |
| 3.  | Тото је пуштен          |                | Куни Томита                              | Рејчел Липман              | 29. јун 2017.      | 16. октобар 2017.  |
| 4.  | Званични испит Оза      |                | Куни Томита                              | Маделен Паксон             | 29. јун 2017.      | 17. октобар 2017.  |
| 5.  | Медаљон у џепу          |                | Џеф Деграндис                            | Џек Ферајоло               | 29. јун 2017.      | 18. октобар 2017.  |
| 6.  | Помешани миксер         |                | Куни Томита                              | Ноел Рајт                  | 29. јун 2017.      | 19. октобар 2017.  |
| 7.  | Несрећни Оџо            |                | Куни Томита                              | Мишел Џаблонер-Вајс        | 29. јун 2017.      | 20. октобар 2017.  |
| 8.  | Лавов део               |                | Чарлс Висер                              | Кетрин Љувен               | 29. јун 2017.      | 24. октобар 2017.  |
| 9.  | Правила привлачности    |                | Чарлс Висер                              | Синди Мороу                | 29. јун 2017.      | 10. новембар 2017. |
| 10. | Моћ умне љубави         |                | Чарлс Висер                              | Синди Мороу                | 29. јун 2017.      | 8. новембар 2017.  |
| 11. | Чини                    |                | Бил Гигл                                 | Џони Белт                  | 29. јун 2017.      | 15. новембар 2017. |
| 12. | Успон краља Нома        |                | Бил Гигл                                 | Џони Белт                  | 29. јун 2017.      | 1. новембар 2017.  |
| 13. | Једнокрили Воли         |                | Чарлс Висер                              | Тифани Ло и Етел Лунг      | 29. јун 2017.      | 2. новембар 2017.  |
| 14. | Штапастично             |                | Кекс Синглтон, Куни Томита и Чарлс Висер | Шеј Фонтана                | 6. септембар 2017. | 3. новембар 2017.  |
| 15. | Нема спавања            |                | Куни Томита                              | Мишел Џаблонер-Вајс        | 6. септембар 2017. | 6. новембар 2017.  |
| 16. | Лав има бубу у уху      |                | Кекс Синглтон                            | Тејлор Кокс и Жаки Волтерс | 6. септембар 2017. | 7. новембар 2017.  |
| 17. | Тик Ток и Лимени        |                | Куни Томита                              | Рејчел Липман              | 21. децембар 2017. | 26. октобар 2017.  |
| 18. | Кад бих само имао снаге |                | Чарлс Висер                              | Ед Валентајн               | 21. децембар 2017. | 27. октобар 2017.  |
| 19. | Краљевске звери         |                | Куни Томита                              | Лен Ули                    | 21. децембар 2017. | 25. октобар 2017.  |
| 20. | С времена на време      |                | Кекс Синглтон                            | Роџер Ешбахер и Хју Вебер  | 21. децембар 2017. | 9. новембар 2017.  |
| 21. | Иде маца око тебе       |                | Кекс Синглтон                            | Шеј Фонтана                | 21. децембар 2017. | 16. април 2018.    |
| 22. | Чувари замка            |                | Кекс Синглтон                            | Маделен Паксон             | 21. децембар 2017. | 17. април 2018.    |
| 23. | Залепљени               |                | Чарлс Висер                              | Тејлор Кокс и Жаки Волтерс | 21. децембар 2017. | 18. април 2018.    |
| 24. | Породица је важна       |                | Куни Томита                              | Ноел Рајт                  | 21. децембар 2017. | 19. април 2018.    |
| 25. | Зогов смарагд           |                | Кекс Синглтон                            | Нина Баргил                | 21. децембар 2017. | 20. април 2018.    |
| 26. | Печена чаролија         |                | Кекс Синглтон                            | Мишел Џаблонер-Вајс        | 21. децембар 2017. | 21. април 2018.    |
| 27. | Чаробна маца            |                | Кекс Синглтон                            | Тифани Ло и Етел Лунг      | 21. децембар 2017. | 22. април 2018.    |
| 28. | Пада снег као код куће  |                | Куни Томита                              | Нина Баргил                | 30. новембар 2017. | 23. април 2018.    |
| 29. | Чаробно огледало        |                | Чарлс Висер                              | Маделен Паксон             | 21. децембар 2017. | 24. април 2018.    |
| 30. | Успављујући мак         |                | Куни Томита                              | Роџер Ешбахер              | 21. децембар 2017. | 25. април 2018.    |
| 31. | Изнад свих              |                | Чарлс Висер                              | Џереми Адамс               | 12. април 2018.    | 26. април 2018.    |
| 32. | Абрака-јој              |                | Куни Томита                              | Џек Ферајоло               | 12. април 2018.    | 26. април 2018.    |
| 33. | Забава за Ноћ вештица   |                | Кекс Синглтон                            | Ноел Рајт                  | 2. октобар 2017.   | 28. април 2018.    |
| 34. | Неодољиви слаткиши      |                | Кекс Синглтон                            | Шеј Фонтана                | 2. октобар 2017.   | 29. април 2018.    |
| 35. | Точкићи среће           |                | Куни Томита                              | Шеј Фонтана                | 12. април 2018.    | 30. април 2018.    |
| 36. | Замена вештица          |                | Чарлс Висер                              | Тејлор Кокс и Жаки Волтерс | 12. април 2018.    | 1. мај 2018.       |
| 37. | Ћидљива чаролија        |                | Куни Томита                              | Мишел Џаблонер-Вајс        | 12. април 2018.    | 2. мај 2018.       |
| 38. | Раздвојене ципелице     |                | Чарлс Висер                              | Шеј Фонатана               | 12. април 2018.    | 3. мај 2018.       |
| 39. | Опамети се              |                | Кекс Синглтон                            | Дејв Полски                | 12. април 2018.    | 4. мај 2018.       |
| 40. | Мисија подвала          |                | Кекс Синглтон                            | Ед Валентајн               | 12. април 2018.    | 5. мај 2018.       |